# Kultura Zapoteków

Centra cywilizacyjne w okresie formatywnym

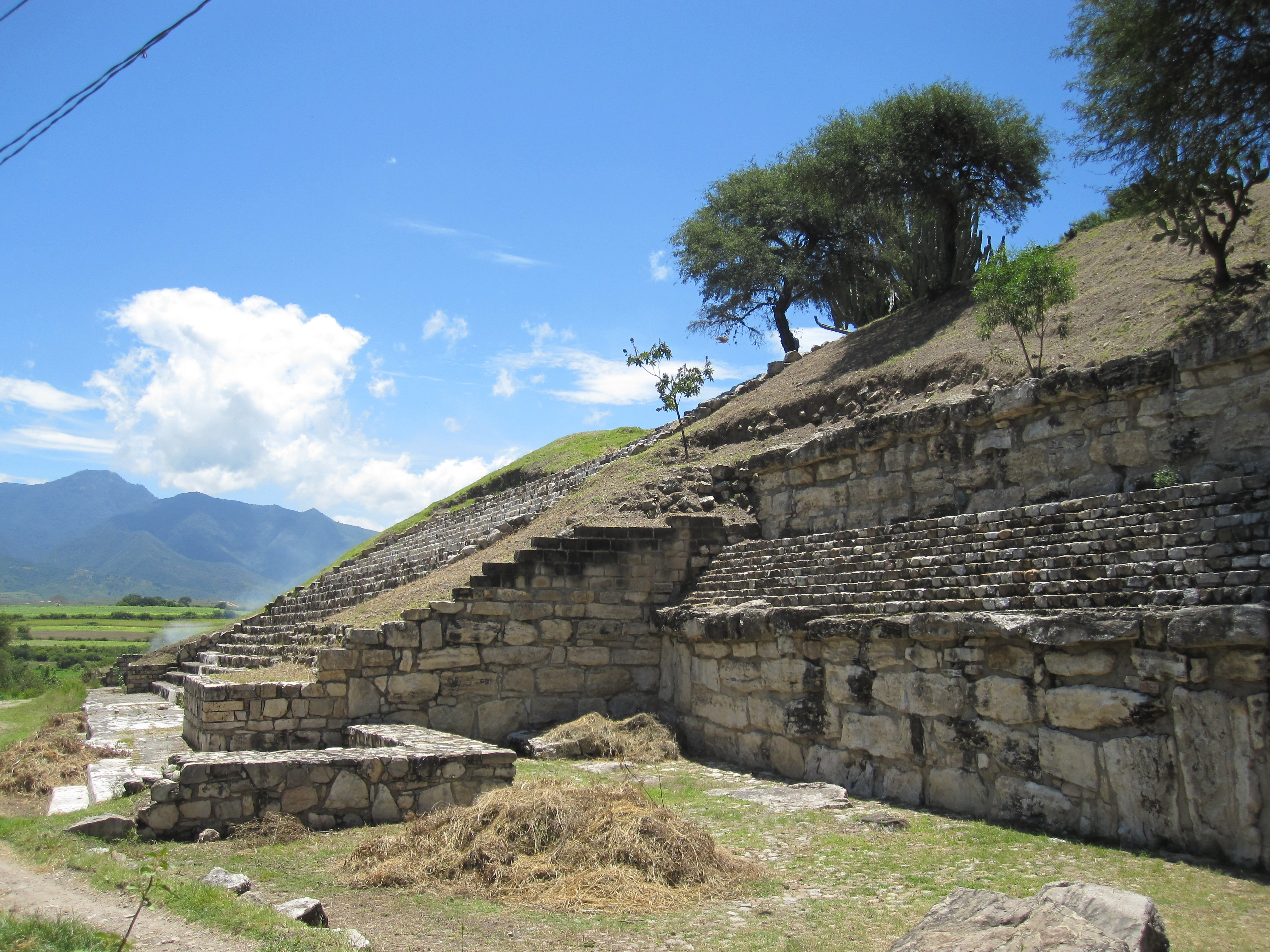
Fragment piramidy w San José Mogote

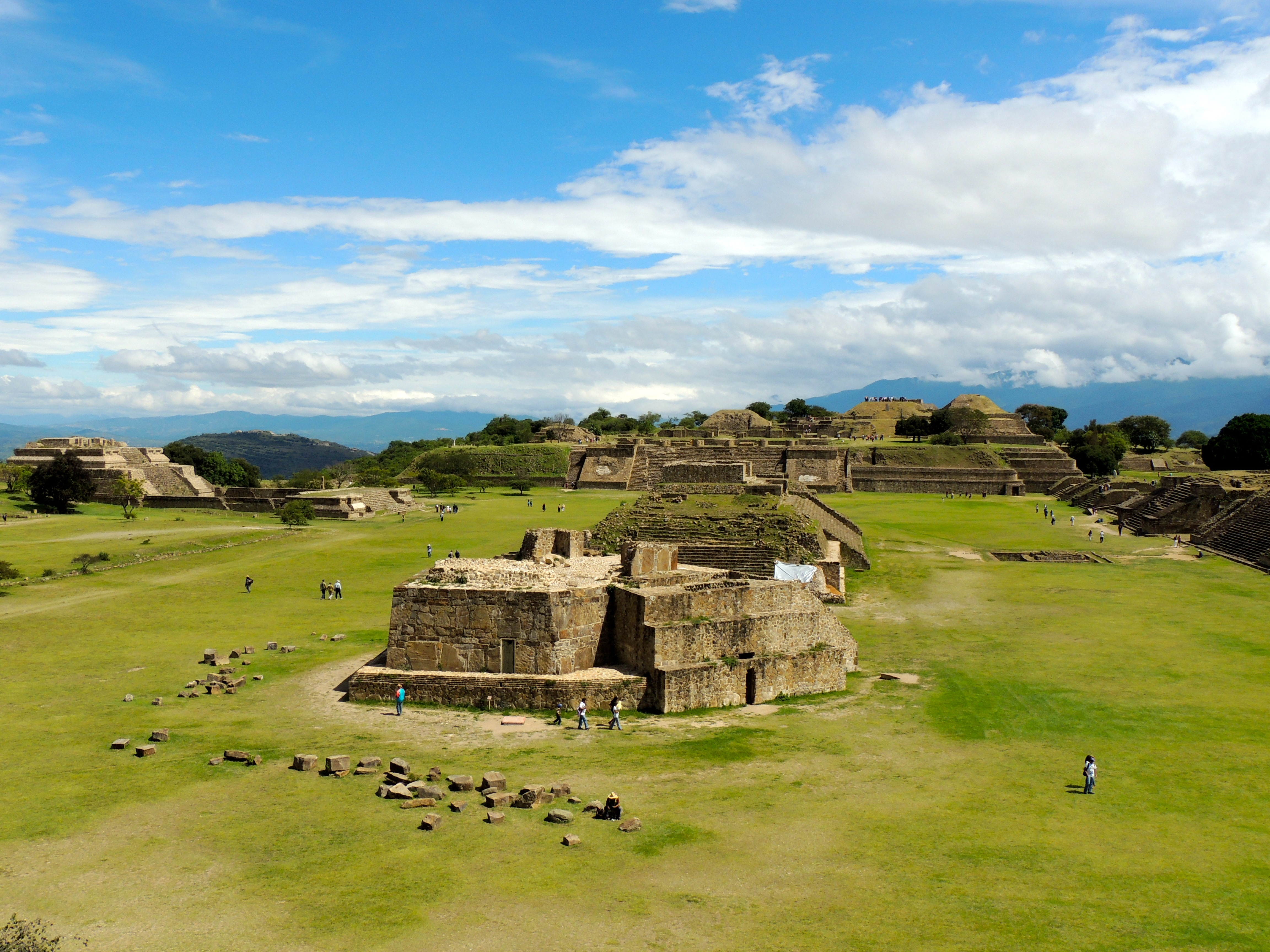
Monte Albán

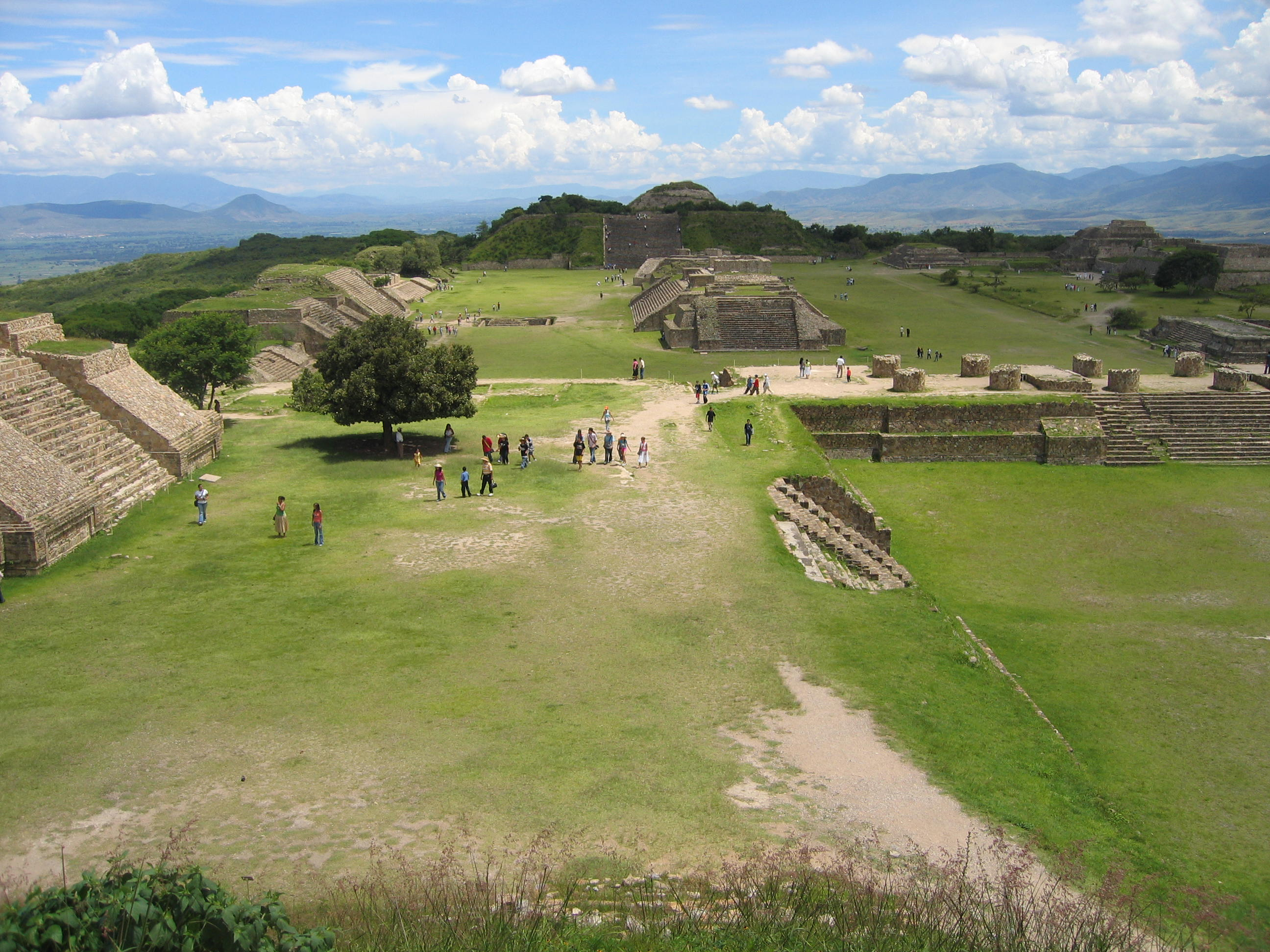
Monte Albán

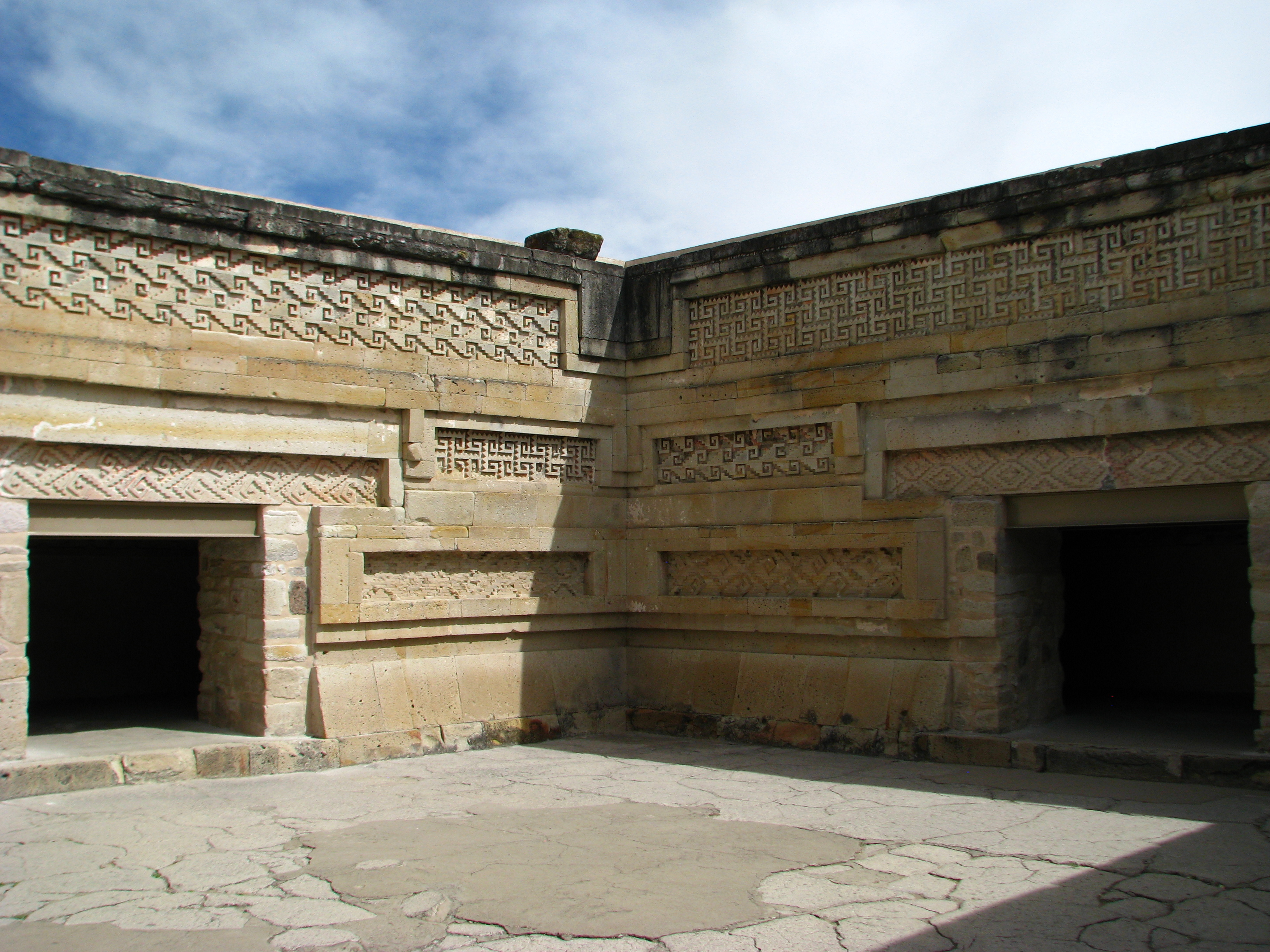
Mitla

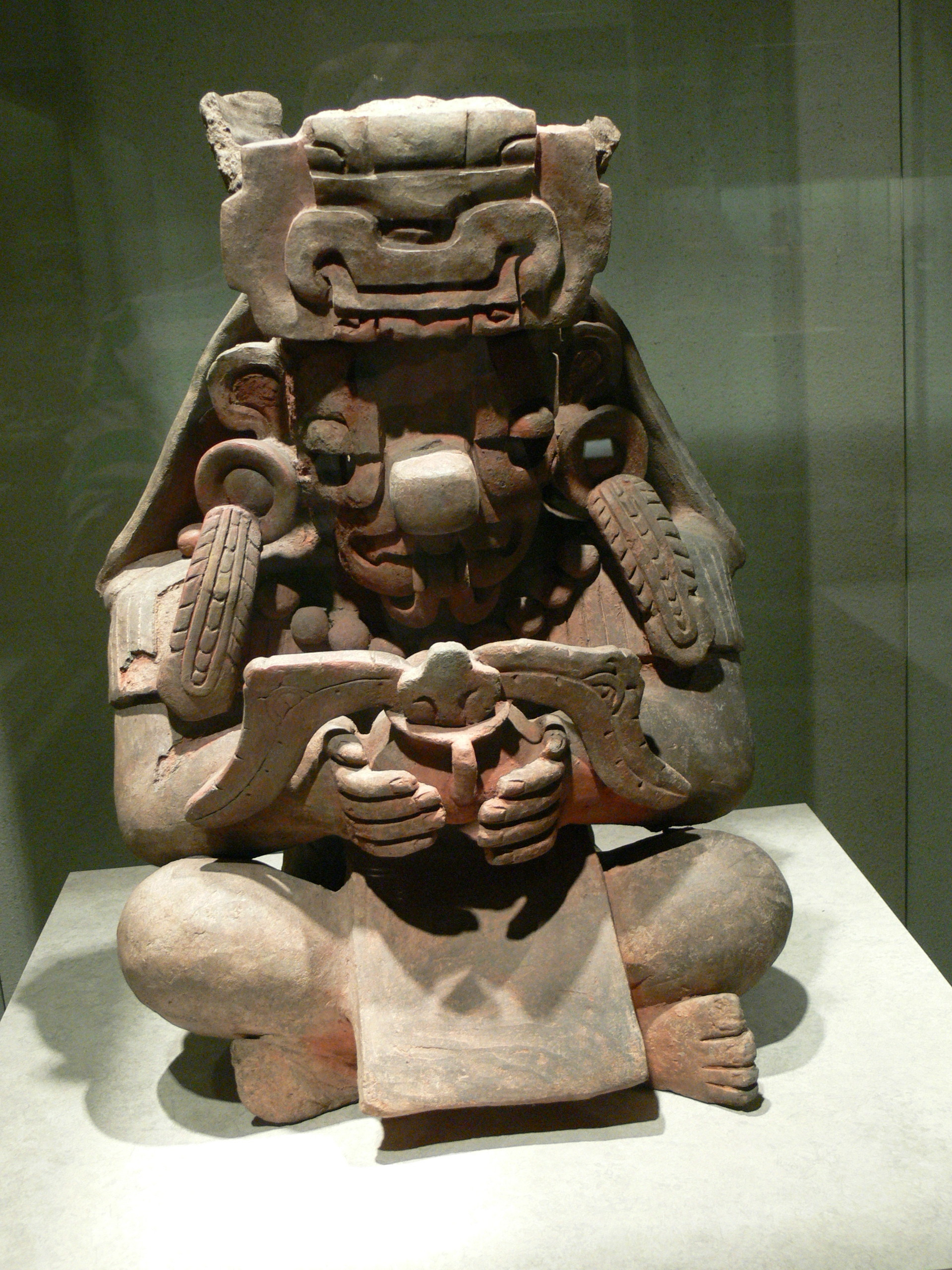
Figura boga Cocijo

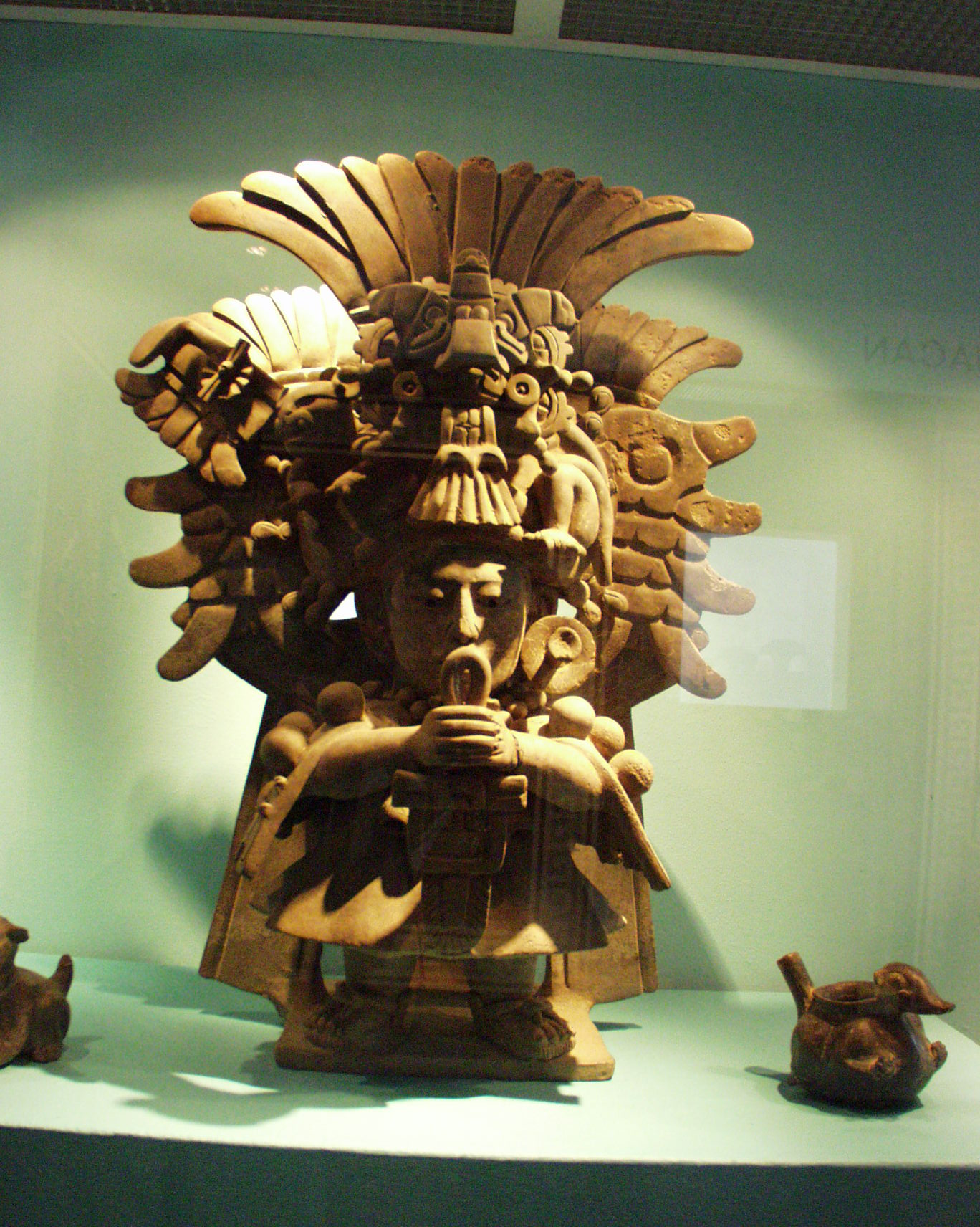
Figura zapotecka

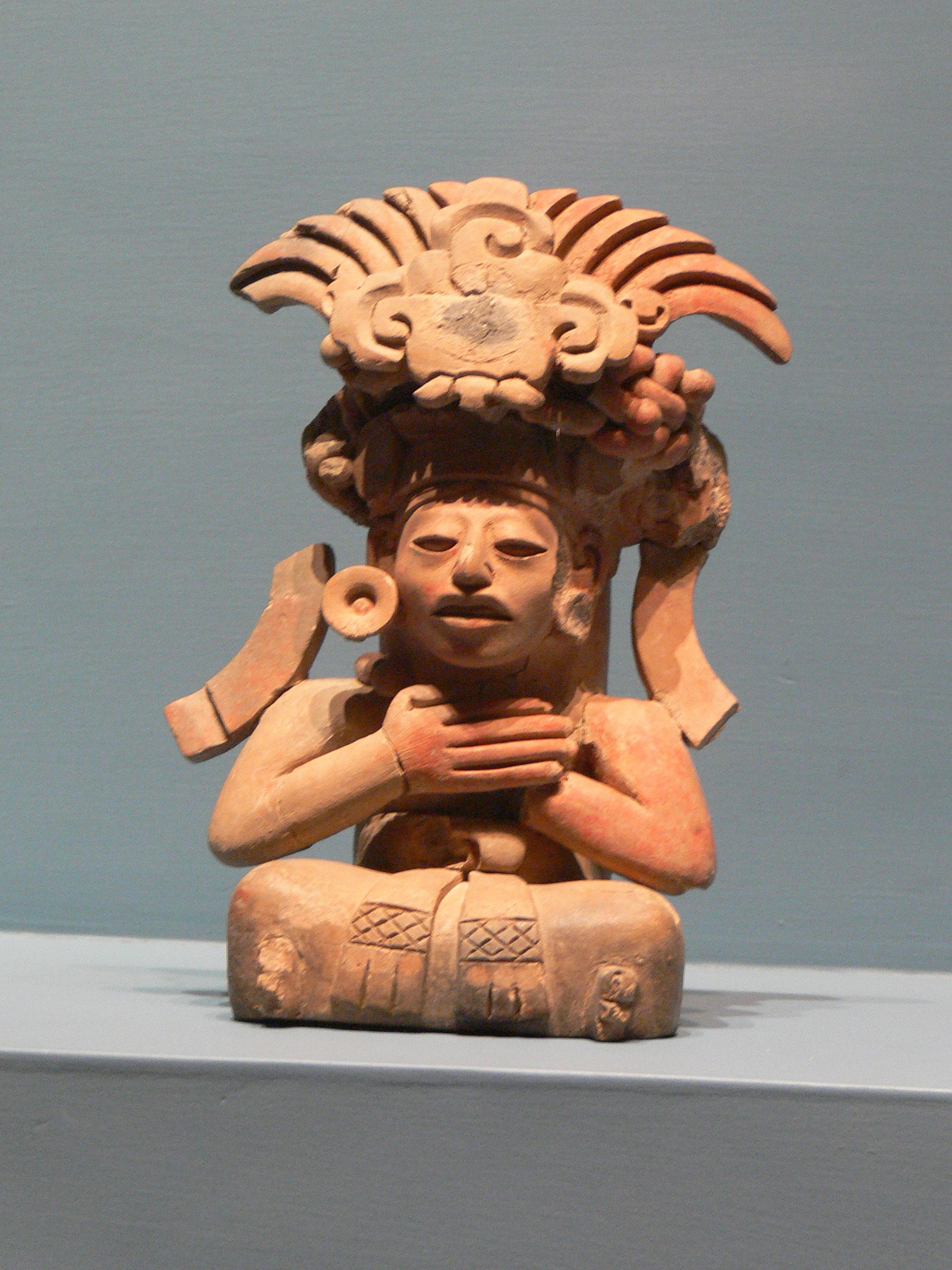
Figurka kapłana

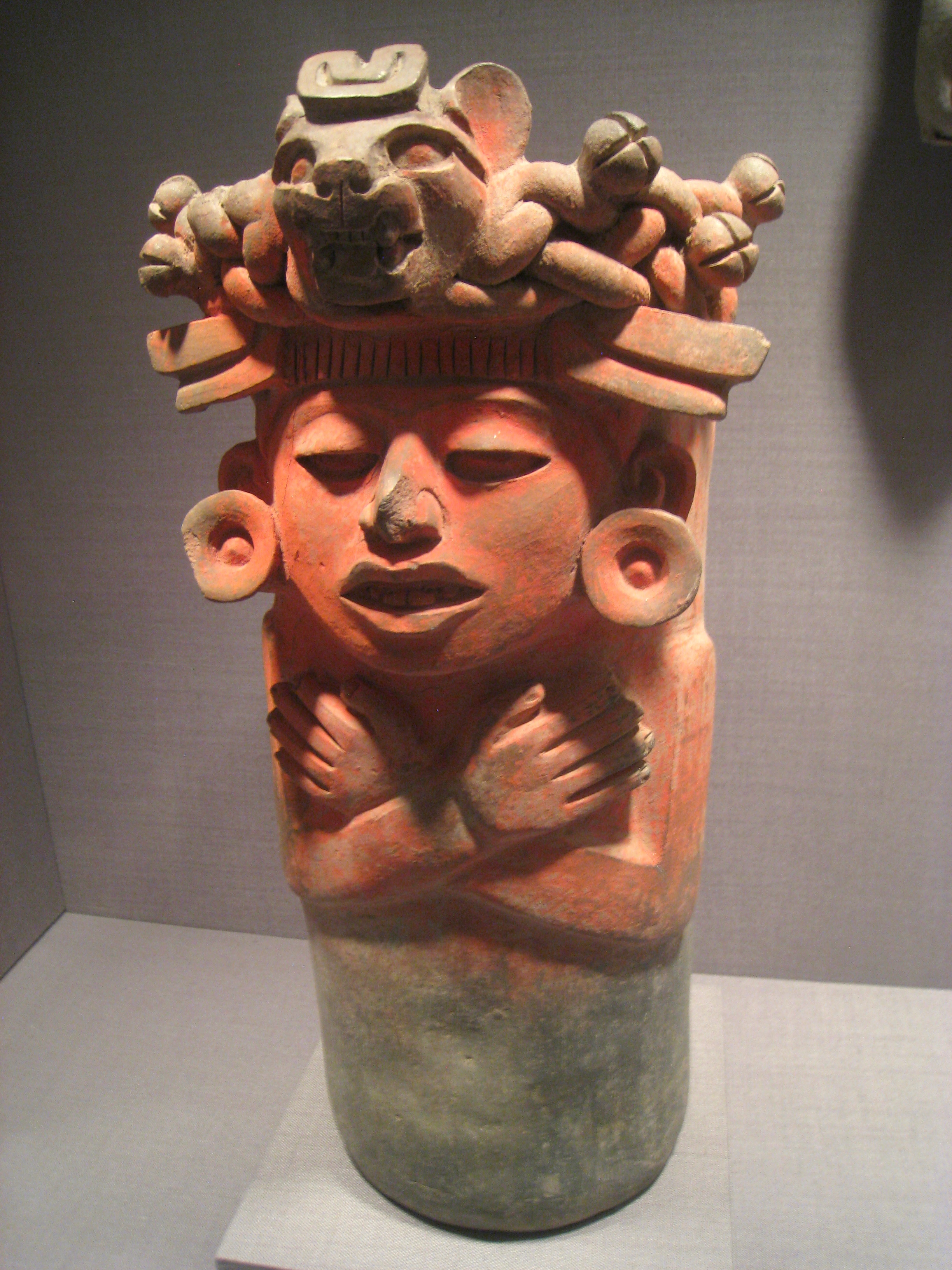
Urna ceramiczna w kształcie człowieka

Kultura Zapoteków – jedna z kultur prekolumbijskich Mezoameryki, utworzona przez Zapoteków, zamieszkujących środkowo-wschodnią część obecnego stanu Oaxaca.

## Początki
Zapotekowie osiedlili się w Dolinie Oaxaca ok. 1400 p.n.e., budując pierwsze osady nad brzegami rzek. Między 1300 a 900 p.n.e. osady wiejskie składały się z ośmiu do dziesięciu domów. Z około 850 p.n.e. pochodzi obserwatorium astronomiczne z Caballito Blanco w dolinie Tlacolula. Około 600 p.n.e. najważniejszym ośrodkiem stało się San José Mogote. Odkryto w nim m.in. pierwsze hieroglify na tym obszarze. Około 500 p.n.e. centrum cywilizacji Zapoteków przeniosło się do Monte Albán.

## Monte Albán
Monte Albán powstało ok. 600 p.n.e., a po stu latach stało się najważniejszym ośrodkiem Zapoteków, zamieszkanym do 900 r. n.e. Powstało na szczycie wzniesienia, którego wierzchołek był systematycznie niwelowany w miarę rozbudowy miasta. Budowali piramidy, tzw. „obserwatorium astronomiczne”, boiska do rytualnej gry w piłkę.

## Kalendarz
Zapotekowie, podobnie jak inne ludy prekolumbijskie, używali dwóch kalendarzy – rytualnego (tzolkin) i słonecznego.
Kalendarz rytualny liczył 260 dni i składał się z 13 miesięcy liczących po 20 dni. Każdy dzień miał swoją nazwę, numer i znak glificzny. Kalendarz słoneczny liczył 365 dni i składał się z 18 miesięcy liczących po 20 dni oraz 5 dni dodatkowych. Oba kalendarze „spotykały się” co 52 lata i wtedy następował nowy „wiek”. Tego dnia, co 52 lata, mógł nastąpić koniec świata. Jeśli on nie nastąpił, składano bogom ofiary, budowano nowe świątynie lub przebudowywano stare.

## Obserwacje astronomiczne
Do odmierzania upływu czasu posługiwano się obserwacjami astronomicznymi. Zapotekowie śledzili cykle Księżyca, Słońca i Wenus, pojawianie się roi meteorów oraz komet.

## Pismo
Zapotekowie jako pierwsi posługiwali się pismem do odnotowywania czasu oraz do obliczeń kalendarzowych. W ich piśmie niektóre glify oznaczały dźwięki, a inne pojęcia (ideogramy).

## Religia
Najwazniejszym bogiem był bóg deszczu Cocijo – odpowiednik Tlaloca. Yacijo – bóg-piorun – dzięki swej sile i światłu gromadził chmury deszczowe, a błyskawicami zwiastował deszcz. Pitao Cotzobi (Pitao Cotzobu) była boginią kukurydzy i plonów. Pitao Pezelao był bogiem świata podziemi; Pitao Xoo – bogiem trzęsień ziemi; Xonaxi Quecuya – boginią śmierci; Copijcha – bogiem słońca; Pecala – bogiem miłości i snów; Xipe – bogiem płodności; Pauahtun pilnował wejść do świątyń i świętych jaskiń; Bóg Nietoperz panował nad ciemnością i nocą; Stary Bóg (bóg ognia) reprezentował mądrość, doświadczenie i serdeczność; Pani 13 Węży była towarzyszką umarłych, a Pierzasty Wąż (bóg wiatru) stał na straży życia.
Zapotekowie wierzyli, że poprzez odpowiednie rytuały i składanie ofiar mogą sobie zapewnić przychylność bogów. Krew kapłanów, upuszczana z nosa i uszu była największym darem. Poza tym ofiarowywano żywicę z drzewa copal (kadzidło z żywicy sosny ocote), nasiona elote i zioła.
Zmarłych grzebano w specjalnych grobowcach i uważano ich za pośredników pomiędzy światem żywych a światem bogów. Niektóre grobowce były bardzo bogato wyposażone.

## Ullamaliztli
Rytualna gra w piłkę odbywała się na specjalnie wybudowanych boiskach. Była ona poświęcona bogom, ale nic pewnego nie można dziś o niej powiedzieć.

## Handel
Zapotekowie prowadzili handel wymienny na dużą skalę. Prowadzili nawet coś na kształt faktorii handlowych w Teotihuacánie. Z kolei kolonia kupców z Teotichuacánu znajdowała się w Monte Albán. Z Teotichuacánu Zapotekowie sprowadzali obsydian, z którego wytwarzano narzędzia, ostrza noży i groty strzał. Sprowadzali również surowce do wyrobu artykułów luksusowych – jadeit, serpentynit, turkus. Znad Zatoki Meksykańskiej pochodziły żółwie i suszone lub wędzone ryby, z Petén – wosk i miód, z rejonów tropikalnych – pióra quetzala, papug i innych egzotycznych ptaków, z innych miejsc – przepiórki, indyki, zioła, przędzę lub nici barwione purpurą, kamienie szlachetne i półszlachetne oraz gotowe ozdoby.

## Opuszczenie Monte Albán
Około 500 n.e. znaczenie Monte Albán zmalało, a między 750 a 900 n.e. zostało opuszczone. Nie zostało ono zniszczone, ale drastycznie zmniejszyła się jego ludność, choć niektóre części miasta były zamieszkane do przybycia Hiszpanów w 1521 r.
W tym czasie rozwinęły się inne ośrodki, takie jak Mitla, Lambityeco i Zaachila. Żadne z nich nie osiągnęło dominującej pozycji. Powstawały związki miast, które rywalizowały ze sobą. Na krótko Dolina Oaxaca została podbita przez ludność przybyłą z Doliny Meksyku. Po niej przybyli Mistekowie, prowadząc ciągłe wojny o ziemie uprawne i daniny.